# Kevin Pietersen

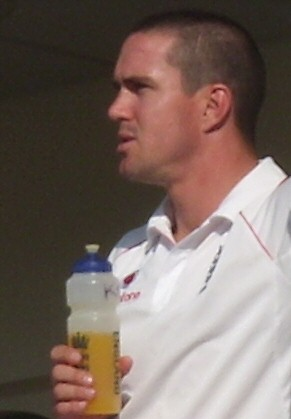
Kevin Pietersen

Kevin Pietersen MBE (* 27. Juni 1980 in Pietermaritzburg, Natal, Südafrika) ist ein englischer Cricketspieler. Er war von Anfang August 2008 bis Anfang Januar 2009 Kapitän der englischen Cricket-Nationalmannschaft.

## Jugend und Familie
Pietersen hat eine englische Mutter und einen burischen Vater. Er genoss mit seinen drei Brüdern eine strenge Erziehung und besuchte das Maritzburg College.
Seit 2001 lebt Pietersen im Vereinigten Königreich. Im Dezember 2007 heiratete er Jessica Taylor, ein Mitglied der inzwischen aufgelösten Pop-Gesangs-Gruppe Liberty X. 

## Sportliche Karriere
Pietersen begann seine Cricket-Karriere in Südafrika, wo er von 1997 bis 2000 für Natal zunächst als Off Spin Bowler, später dann mehr und mehr als Batsman spielte. Im südafrikanischen Winter 2000 spielte er, wie viele andere Profis auch, für eine Saison bei einem niedrigerklassigen englischen Klub.
Im Folgejahr wechselte er dann in die englischen County Championship und spielte zunächst für Nottinghamshire. 2005 wechselte er zu Hampshire.
Nachdem Pietersen die vorgeschriebene Wartefrist von vier Jahren beendet hatte, wurde er sogleich in die englische Nationalmannschaft berufen. Sein erstes One-Day International spielte er im November 2004 gegen Simbabwe, sein erstes Test Match im Juli 2005 gegen Australien. Seit dieser Zeit ist er Stammspieler der englischen Nationalmannschaft.
Er erreichte sowohl die Anzahl von 1000 als auch von 2000 Runs in One-Day Internationals mit der geringsten Zahl von Einsätzen überhaupt und stand eine Zeit lang an der Spitze der Rangliste der weltbesten Batsmen in One-Day Internationals. 
Als der bisherige Kapitän der Nationalmannschaft Michael Vaughan aufgrund Formschwäche das Amt abgab, wurde Pietersen zum neuen Kapitän ernannt. Er verlor dieses Amt, nicht jedoch seinen Platz in der Mannschaft, schon nach wenigen Monaten aufgrund eines Konfliktes mit dem Coach der englischen Mannschaft, der ebenfalls entlassen wurde.
Am 31. Mai 2012 erklärte er, nicht mehr für internationale Limited-Over Spiele zur Verfügung zu stehen. Auf Grund der Nominierungskriterien der englischen Nationalmannschaft bedeutete sein Rückzug von One-Day International auch das Aus für die Teilnahme am ICC World Twenty20 2012.
Nach mannschaftsinternen Auseinandersetzungen und seinem zeitweisen Rauswurf aus der Nationalmannschaft kam es im Oktober 2012 zu einer Einigung zwischen ihm und dem ECB, woraufhin Pietersen wieder in die Nationalmannschaft aufgenommen und für die Test-Auswahl nach Indien nominiert wurde. An dem folgenden Test-Serien-Sieg, dem ersten seit 28 Jahren in Indien, hatte er dann großen Anteil.
Am 12. Mai 2015 gab Andrew Strauss als eine seiner ersten Entscheidungen als Director of Cricket für den ECB bekannt, dass Pietersen, der im Februar 2014 aus der Nationalmannschaft geworfen wurde, frühestens nach der Ashes-Serie gegen Australien im Sommer 2015 erneut auf eine Nominierung rechnen könne. Strauss gab einen Mangel an Vertrauen in Petersen als Grund für diese Entscheidung an. Er hatte Pietersen jedoch eine Beraterfunktion für das One-Day International Team angeboten, die dieser allerdings ablehnte. In Folge der Absage einer Nominierung für die anstehenden Ashses Serie wollte Pietersen in der IPL für die Sunrisers Hyderabad antreten, doch eine ärztliche Untersuchung stellte eine Achillessehnenverletzung fest, die ihm dies unmöglich macht.

## Auszeichnungen
Im Jahre 2005 wurde Pietersen als einer der fünf Wisden Cricketers of the Year sowie vom International Cricket Council als One-Day International Spieler des Jahres nominiert.